# 蕈形体

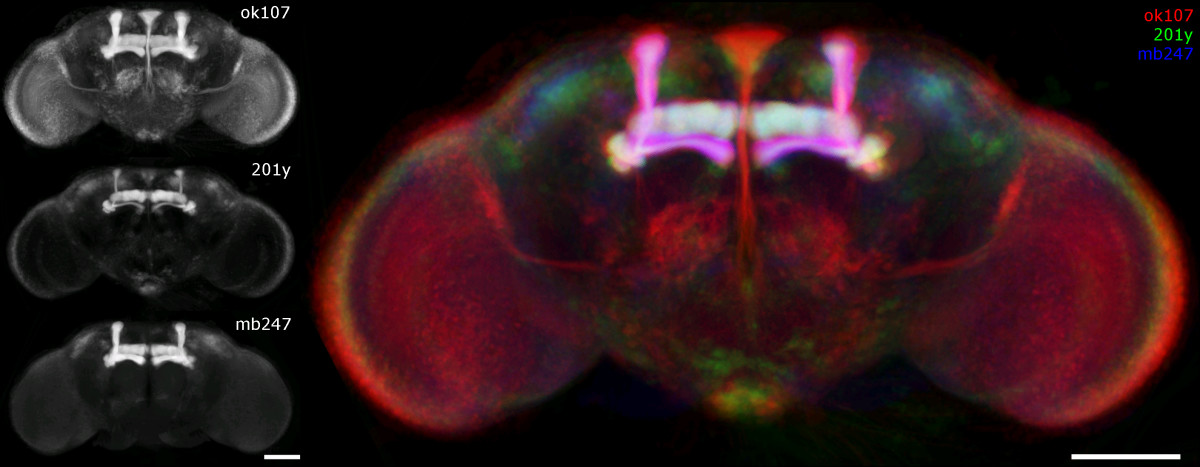
果蝇脑中两个杆状的蕈形体

蕈形体（英文：mushroom bodies）是节肢动物和一些环节动物（最有名的是沙蚕）脑中的一对结构 ，对于动物的嗅觉识别和记忆有重要作用。蕈形体和侧角是绝大多数昆虫大脑中的两个高级功能区，通过投射神经元从触角神经叶接收嗅觉信息。

## 结构
蕈形体常被描述为神经纤维网，即神经元过程（树突和轴苏端）和神经胶质细胞结成的密集网络神经胶质细胞。 蕈形体名字来自大致呈半球形的花萼状结构，即通过花梗状中枢束与大脑其余部分相连的突起。蕈形体是法国生物学家费利克斯·杜雅丁在1850年辨别出来的。

## 相关链接
- 蜜蜂脑部结构